# Aristarh Apolonovič Belopolski
Aristarh Apolonovič Belopolski [aristárh apolónovič belopólski] (rusko Ариста́рх Аполло́нович Белопо́льский), ruski astronom, * 13. julij (1. julij, ruski koledar) 1854, Moskva, Ruski imperij (sedaj Rusija), † 16. maj 1934, Leningrad, Sovjetska zveza (sedaj Sankt Peterburg, Rusija).

## Življenje in delo
Belopolski je diplomiral leta 1876 na Univerzi v Moskvi. Leta 1878 je postal Bredihinov pomočnik na Moskovskem observatoriju. V letu 1888 je začel delati na Observatoriju Pulkovo. Med letoma 1916 in 1919 je bil tudi njegov peti predstojnik. Nasledil ga je Ivanov.
V letu 1903 so ga izbrali za člana Imperatorske sanktpeterburške akademije znanosti.
Raziskoval je v spektroskopiji in odkril veliko spektroskopskih dvozvezdij. Med drugim je odkril, da je Kastor B spektroskopsko dvozvezdje s periodo 2,92 dni.
Izdeloval je tudi astronomske inštrumente. Leta 1900 je izdelal pripravo za merjenje Dopplerjevega pomika v spektru. Na področju uporabe optičnega Dopplerjevega pomika za merjenje velikosti vrtilnih hitrosti oddaljenih teles je oral ledino. Prvi je odkril, da se Jupitrov ekvator vrti hitreje kot deli na večjih širinah, ter da se Saturnovi obroči ne vrtijo kot togo telo. S tem je dokazal da jih sestavljajo posamezni majhni deli. Dvakrat je poskušal izmeriti vrtilno dobo Venere. Leta 1900 je navedel vrednost 24 ur, leta 1911 pa 35 ur. V tem času so astronomi neuspešno poskušali določiti dolžino Venerinega dne. Danes vemo da traja dlje kot njeno leto, 243 dni.

## Dela
- Astrospektroskopija (Астроспектроскопия; 1921),
- Astronomska dela (Астрономические труды; 1954).

## Priznanja

### Poimenovanja
Po njem se imenuje udarni krater Belopolski (Belopol'skiy) na Luni in asteroid glavnega pasu 1004 Belopolskija (1004 Belopolskya).

### Osmrtnice
- ApJ 80 (1934) 81 (angleško)
- MNRAS 95 (1935) 338 (angleško)
- Obs 57 (1934) 204 (angleško)